# 张世飞
张世飞（1969年7月—），男，汉族，安徽阜阳人，中共党员，对外经济贸易大学教授。

## 生平
1997年、2003年先后在安徽师范大学经济法政学院、中国人民大学中共党史系获硕士和博士学位。2003年起，在中共北京市委党史研究室工作。2006年至2009年，在北京师范大学政治学博士后流动站做博士后研究。2009年至今，先后任中央财经大学马克思主义学院副教授、中国人民大学马克思主义学院教授、对外经济贸易大学马克思主义学院教授。现任对外经济贸易大学马克思主义学院三级教授、博士生导师。

## 学术贡献
主要从事中共党史、党的建设与马克思主义中国化研究。主持国家社科基金重大项目、一般项目、重大项目子课题，教育部哲学社会科学重大攻关项目，北京市哲学社会科学规划项目重点项目等省部级以上课题十余项。出版《在探索中曲折前进》、《中国共产党历史分期理论与实践研究》等专著13部，发表学术论文100多篇。研究成果获教育部第七届高等学校科学研究优秀成果一等奖、教育部第八届高等学校科学研究优秀成果三等奖、北京市哲学社会科学优秀成果一等奖等奖励10多项。